# Кім Че Кан
Кім Че Кан (кор. 김 재강; нар. 16 серпня 1987) — південнокорейський борець вільного стилю, чемпіон та триразовий бронзовий призер чемпіонатів Азії, бронзовий призер Азійських ігор, учасник Олімпійських ігор.

## Біографія
Боротьбою почав займатися з 2003 року.
Виступав за спортивний клуб «Сончин» із Сеула та Йоннамський університет з міста Кьонсан.

## Спортивні результати на міжнародних змаганнях

### Виступи на Олімпіадах
| Змагання                    | Збірна         | Вагова категорія           | Місце |
| --------------------------- | -------------- | -------------------------- | ----- |
| Літні Олімпійські ігри 2008 | Південна Корея | вільна боротьба, до 120 кг | 14    |

### Виступи на Чемпіонатах світу
| Змагання                        | Збірна         | Вагова категорія          | Місце |
| ------------------------------- | -------------- | ------------------------- | ----- |
| Чемпіонат світу з боротьби 2010 | Південна Корея | вільна боротьба, до 96 кг | 14    |
| Чемпіонат світу з боротьби 2011 | Південна Корея | вільна боротьба, до 96 кг | 24    |
| Чемпіонат світу з боротьби 2013 | Південна Корея | вільна боротьба, до 96 кг | 23    |
| Чемпіонат світу з боротьби 2015 | Південна Корея | вільна боротьба, до 97 кг | 10    |
| Чемпіонат світу з боротьби 2017 | Південна Корея | вільна боротьба, до 97 кг | 8     |
| Чемпіонат світу з боротьби 2018 | Південна Корея | вільна боротьба, до 97 кг | 14    |
| Чемпіонат світу з боротьби 2023 | Південна Корея | вільна боротьба, до 97 кг | 30    |

### Виступи на Чемпіонатах Азії
| Змагання                       | Збірна         | Вагова категорія          | Місце  |
| ------------------------------ | -------------- | ------------------------- | ------ |
| Чемпіонат Азії з боротьби 2010 | Південна Корея | вільна боротьба, до 96 кг | Бронза |
| Чемпіонат Азії з боротьби 2011 | Південна Корея | вільна боротьба, до 96 кг | 5      |
| Чемпіонат Азії з боротьби 2013 | Південна Корея | вільна боротьба, до 96 кг | Золото |
| Чемпіонат Азії з боротьби 2015 | Південна Корея | вільна боротьба, до 97 кг | Бронза |
| Чемпіонат Азії з боротьби 2018 | Південна Корея | вільна боротьба, до 97 кг | Бронза |

### Виступи на Азійських іграх
| Змагання           | Збірна         | Вагова категорія          | Місце  |
| ------------------ | -------------- | ------------------------- | ------ |
| Азійські ігри 2010 | Південна Корея | вільна боротьба, до 96 кг | 5      |
| Азійські ігри 2018 | Південна Корея | вільна боротьба, до 97 кг | Бронза |

### Виступи на інших змаганнях
| Змагання                                                         | Збірна         | Вагова категорія           | Місце  |
| ---------------------------------------------------------------- | -------------- | -------------------------- | ------ |
| Helsinki Open 2011                                               | Південна Корея | вільна боротьба, до 120 кг | Золото |
| Олімпійський кваліфікаційний турнір з боротьби 2012 (Астана)     | Південна Корея | вільна боротьба, до 96 кг  | 7      |
| Олімпійський кваліфікаційний турнір з боротьби 2012 (Гельсінкі)  | Південна Корея | вільна боротьба, до 96 кг  | 10     |
| Літня Універсіада 2013                                           | Південна Корея | вільна боротьба, до 96 кг  | 13     |
| Золотий Гран-прі з боротьби 2015                                 | Південна Корея | вільна боротьба, до 97 кг  | 7      |
| Олімпійський кваліфікаційний турнір з боротьби 2016 (Астана)     | Південна Корея | вільна боротьба, до 97 кг  | 9      |
| Олімпійський кваліфікаційний турнір з боротьби 2016 (Улан-Батор) | Південна Корея | вільна боротьба, до 97 кг  | 5      |
| Олімпійський кваліфікаційний турнір з боротьби 2016 (Стамбул)    | Південна Корея | вільна боротьба, до 97 кг  | 7      |
| Турнір Г. Картозія і В. Балавадзе 2018                           | Південна Корея | вільна боротьба, до 97 кг  | 9      |
| Турнір Дмитра Коркіна 2018                                       | Південна Корея | вільна боротьба, до 97 кг  | 7      |

### Виступи на змаганнях молодших вікових груп
| Змагання                                      | Збірна         | Вагова категорія          | Місце |
| --------------------------------------------- | -------------- | ------------------------- | ----- |
| Чемпіонат Азії з боротьби серед юніорів 2006  | Південна Корея | вільна боротьба, до 96 кг | 7     |
| Чемпіонат світу з боротьби серед юніорів 2007 | Південна Корея | вільна боротьба, до 96 кг | 8     |